# St. Jobst (Neumarkt in der Oberpfalz)

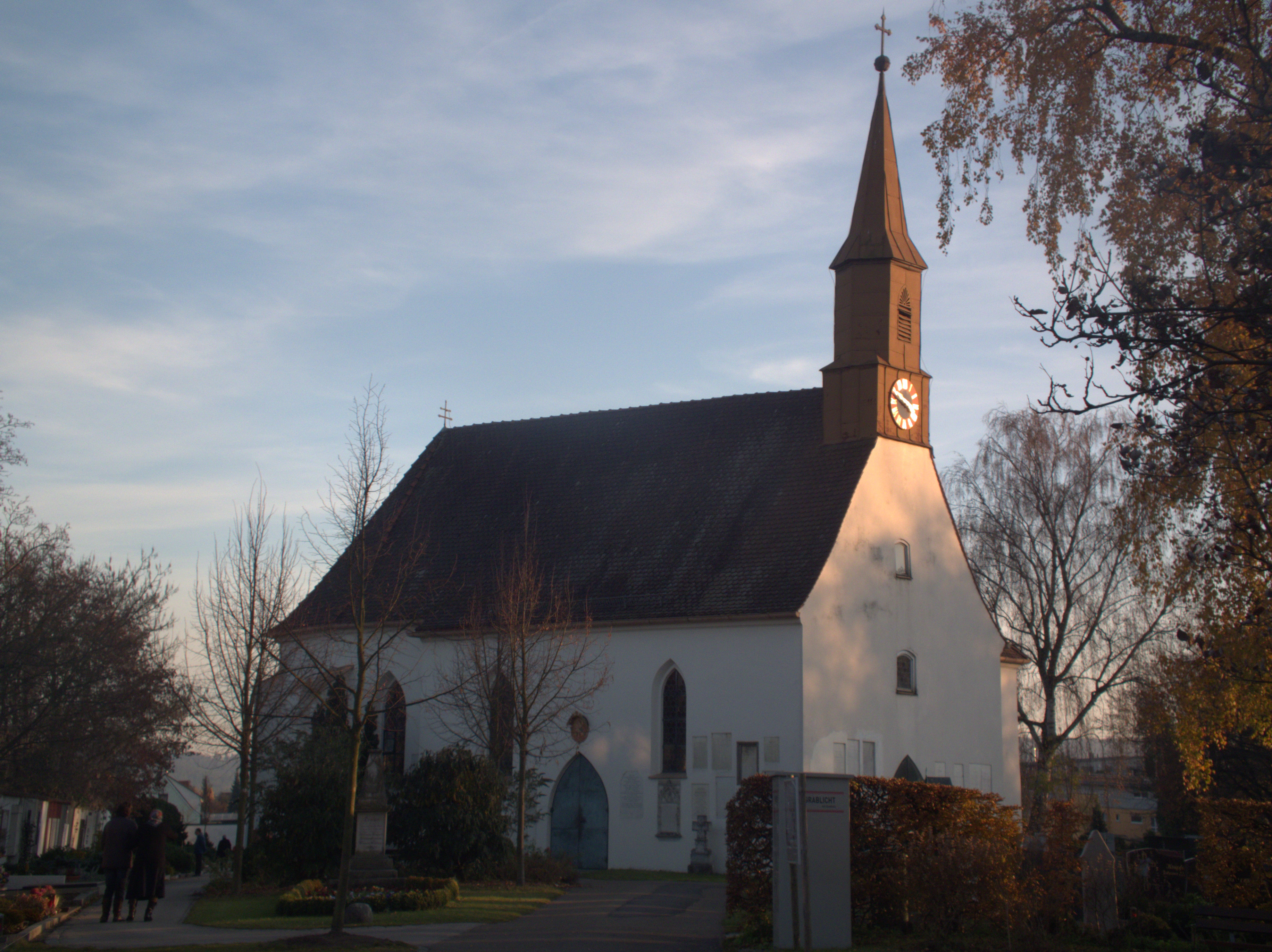
St. Jobst (Neumarkt in der Oberpfalz)

Die römisch-katholische, denkmalgeschützte Friedhofskirche St. Jobst steht auf dem Friedhof von Neumarkt in der Oberpfalz, der Kreisstadt des Landkreises Neumarkt in der Oberpfalz. Das Bauwerk ist dem Dekanat Neumarkt in der Oberpfalz des Bistums Eichstätt zugeordnet, und unter der Denkmalnummer D-3-73-147-105 als Baudenkmal in die Bayerische Denkmalliste eingetragen.

## Beschreibung
Die Saalkirche wurde 1654 errichtet, nachdem der Vorgängerbau 1632 zerstört worden war. Sie besteht aus einem Langhaus, einem eingezogenen, dreiseitig geschlossenen Chor im Osten und einer dreiseitig geschlossenen Kapelle an der Südseite des Langhauses. 1878 wurde dem Satteldach des Langhauses im Westen ein Dachreiter mit einem spitzen Helm aufgesetzt, der die Turmuhr und den Glockenstuhl beherbergt. 
Der Innenraum ist mit einem Stichkappengewölbe überspannt. Zur Kirchenausstattung aus dem Zeitalter des Rokoko gehört ein Hochaltar, auf dessen Altarretabel das Jüngste Gericht und die vier Evangelisten dargestellt sind.